# Schlacht bei Wiesloch (1632)
Frankfurt – Magdeburg – Werben – Breitenfeld – Bamberg – Rain – Wiesloch – Alte Veste – Lützen – Hessisch Oldendorf – Steinau – Liegnitz – Regensburg – Nördlingen

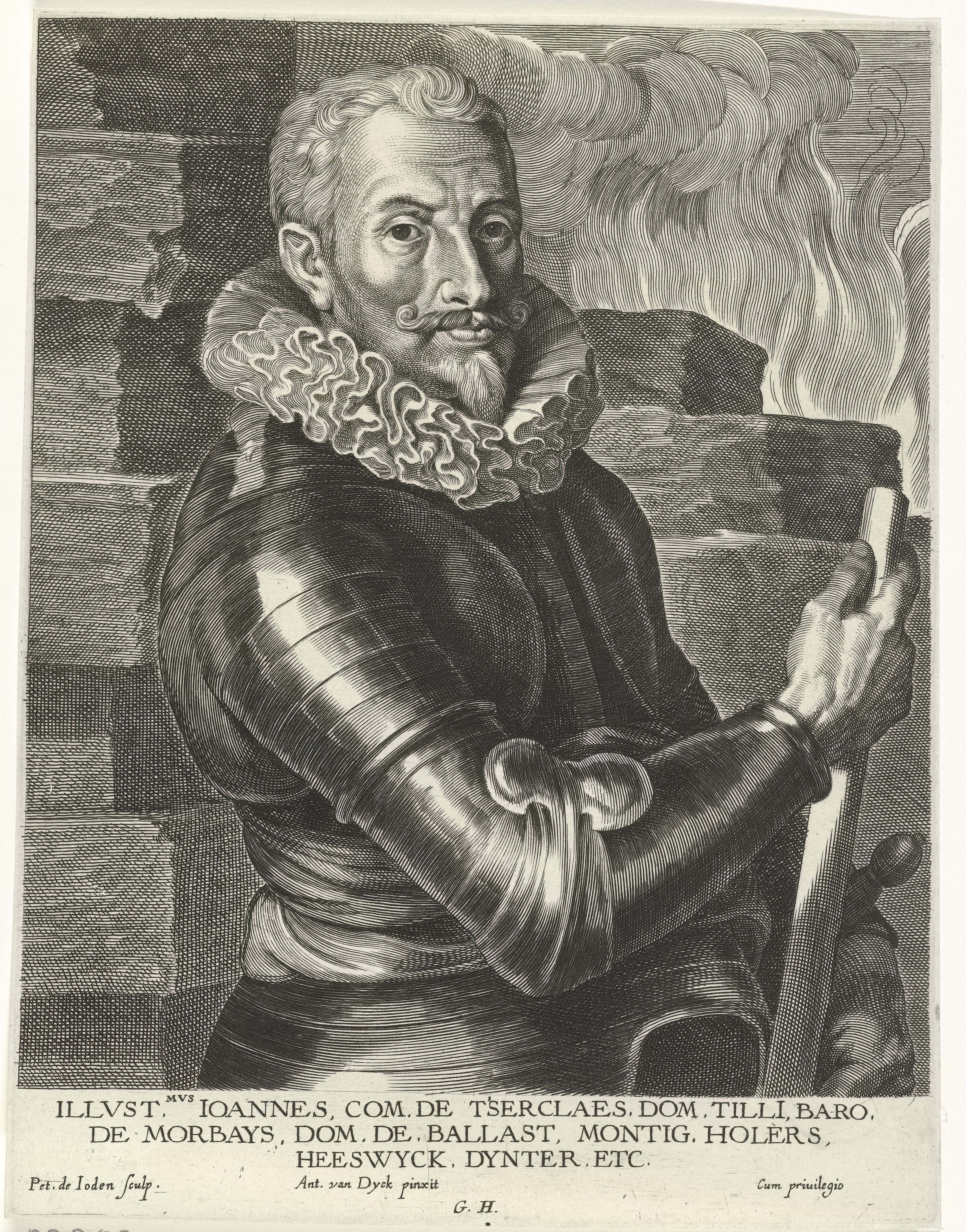
Johann t’Serclaes von Tilly

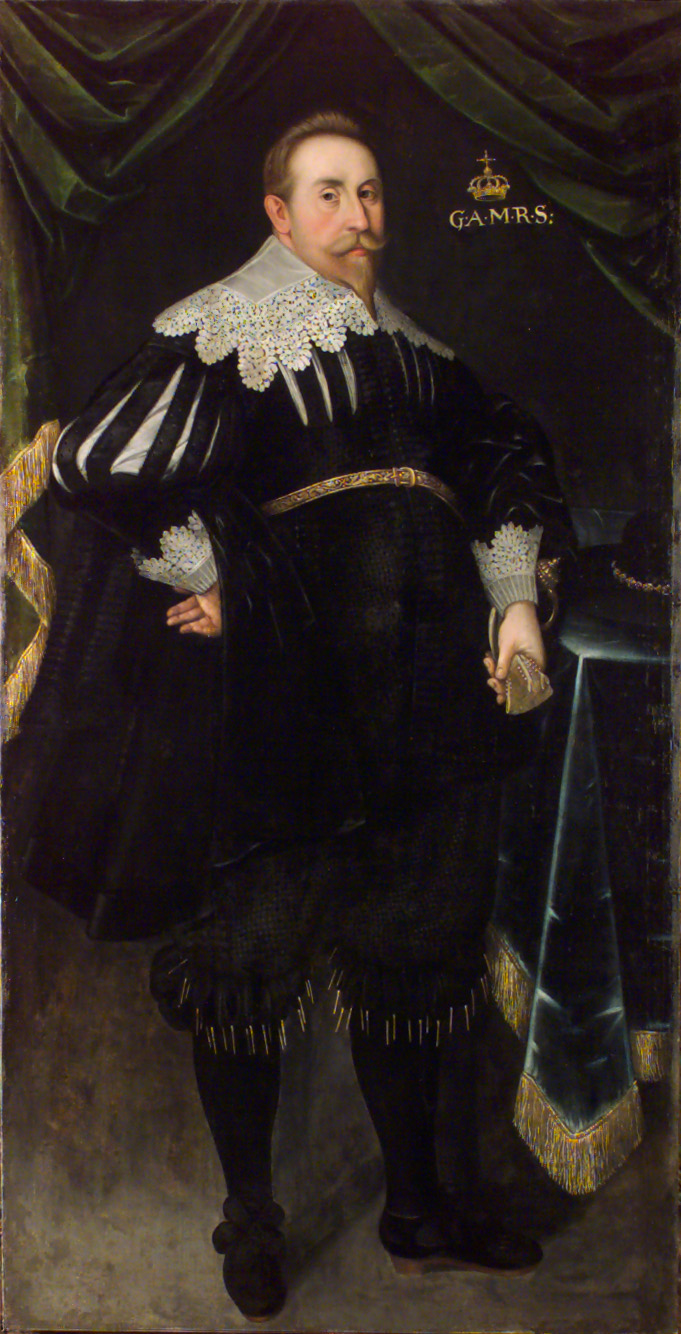
Gustav II. Adolf

In der Schlacht bei Wiesloch am 16. Augustjul. / 26. August 1632greg. schlugen die Schweden unter Gustaf Graf Horn die Kaiserlichen unter Ernesto Montecuccoli.

## Vorfeld
Bis zum 26. April 1622, einen Tag vor der Schlacht bei Mingolsheim, sammelte Tilly seine Truppen in Wiesloch und griff am 27. April 1622 von Norden kommend in Mingolsheim an. Nachdem er in dieser Schlacht am Ohrenberg von Mansfeld geschlagen wurde und über 2.000 Mann auf seiner Seite gefallen waren, floh er über Östringen, Zeutern, Odenheim durch das Katzbachtal nach Wimpfen. Dort gewann er neun Tage später die Schlacht bei Wimpfen. Tilly zog es weiter zur Schlacht bei Höchst, eroberte darauf Heidelberg, Mannheim und Frankenthal (Pfalz) zurück.
Der Schwedenkönig Gustav Adolf trat 1630 auf die Seite der Protestanten, damit änderte sich die Lage auf dem Kriegsschauplatz. Sein Siegeszug führte ihn tief in den deutschen Süden.

## Vertreibung der Kaiserlichen
In der 2. Etappe des Dreißigjährigen Krieges rückten die Schweden (Schwedeneinfall 1632) mit 40.000 Mann in die Kurpfalz ein.
Das schwedische Heer verfolgte die von Tilly befehligten bayerischen Truppen und schlug sie in der Schlacht bei Rain am Lech am 14./15. April 1632 vernichtend. Tilly starb an den Folgen einer Verwundung (Tetanus) am 30. April 1632 in Ingolstadt. Die Schweden besetzten Bayern.

## Wiesloch wird von den Schweden erobert und besetzt
Im Mai 1632 eroberten die Schweden unter ihrem General Gustaf Graf Horn Wiesloch. Der kaiserliche General Ernesto Montecuccoli (* 1582; † 17. Juni 1633 in Colmar) und Oberst Ossa (von) Hanau-Lichtenberg unterlagen in diesem Kampf.
Am 20. Juli 1632 kam es in Wiesloch zu Kämpfen zwischen den schwedischen Besatzungssoldaten und der Kaiserlich-Bayerischen Reiterei, welche dabei eine Niederlage erlitten.

## Die Schlacht vor Wieslochs Stadtmauern
Am 16. August 1632 (im Julianischen Kalender) (nicht 1633) fand vor den Toren Wieslochs eine Schlacht statt. Schwedische und kaiserliche Truppen standen sich (erneut?) gegenüber. 

„16. August 1632. Durch eine Fehleinschätzung der schwedischen Truppenstärke geraten die Kaiserlichen in einen Hinterhalt und ziehen sich nach erheblichen Verlusten nach Süden zurück. In Wiesloch brennt die vor der südlichen Stadtmauer gelegene Stadtmühle ab. Merian hält das Treffen in allen Einzelheiten in einem Kupferstich fest.“

Die Burg in Rotenberg wurde dabei zerstört, ebenso wie die Nachbarorte Dielheim, Horrenberg und Balzfeld, die zum Hochstift Speyer gehörten und dem Amt Kislau unterstanden.
Nach diesem Sieg besetzen die Schweden Stollhofen und Lichtenau. Am 31. August 1632 marschieren die Schweden in Straßburg ein. Die schwedischen Truppen besetzten danach auch Bühl 1632–34 und 1643.
Nach Gustav Adolfs Tod (16. November 1632 bei Lützen) waren 12.000 schwedische Soldaten führungslos und zogen marodierend durch das Land.